# Adam Pietraszkiewicz

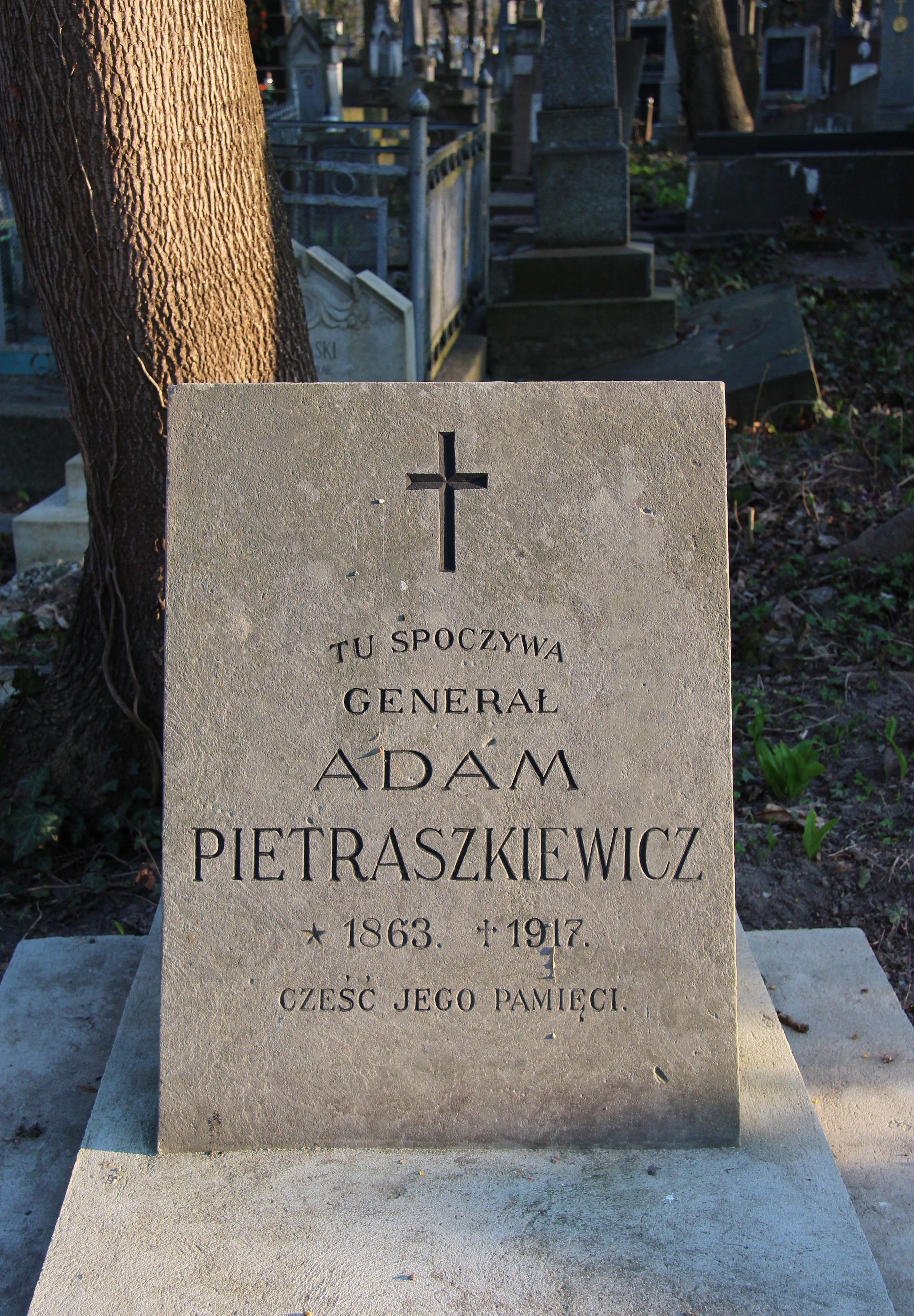
Grób Adama Pietraszkiewicza

Adam Pietraszkiewicz (ur. 18 czerwca?/30 czerwca 1863 w Kijowie, zm. 11 października 1917 we Lwowie) – generał major cesarskiej i królewskiej Armii, nominalny komendant II Legionu Polskiego („Legion Wschodni”).

## Życiorys
Syn Ksawerego Pietraszkiewicza. 16 października 1881 wstąpił do Szkoły Kadetów Kawalerii w Mährisch Weißkirchen (obecnie Hranice). W 1898 w służbie liniowej na stanowisku dowódcy szwadronu w 4 Galicyjskim Pułku Ułanów we Lwowie.  W grudniu 1907 objął dowództwo 2 Pułku Dragonów w Tarnopolu, a w następnym roku awansował na pułkownika. W lipcu 1912 został komendantem 14 Brygady Kawalerii w Rzeszowie. Na tym stanowisku 18 maja 1913 został mianowany generałem majorem ze starszeństwem z 1 maja 1913. W pierwszej połowie sierpnia 1914 został uwolniony ze stanowiska komendanta 14 Brygady Kawalerii ze względu na stan zdrowia.
27 sierpnia 1914 arcyksiążę Fryderyk Habsburg mianował go komendantem II Legionu Polskiego we Lwowie („Legionu Wschodniego”), lecz powierzonego mu stanowiska, z nieznanych przyczyn, nie objął. Po rozpadzie Legionu Wschodniego był między innymi komendantem obozów jenieckich w Josefstadt (obecnie Jaroměř) i Kleinmünchen (obecnie dzielnica Linzu), a później został przeniesiony w stan spoczynku. Zmarł 11 października 1917 w Szpitalu Garnizonowym we Lwowie. Został pochowany na Cmentarzu Łyczakowskim we Lwowie.

## Odznaczenia[4]
- Kawaler Orderu Korony Żelaznej III Klasy
- Krzyż Zasługi Wojskowej
- Odznaka za Służbę Wojskową III Klasy
- Medal Jubileuszowy Pamiątkowy dla Sił Zbrojnych i Żandarmerii
- Krzyż Jubileuszowy Wojskowy
- Kawaler Orderu Świętej Anny III Klasy (Imperium Rosyjskie)[5]
- Oficer Orderu Oranje-Nassau (Królestwo Niderlandów)[5]